# Fayetteville (West Virginia)

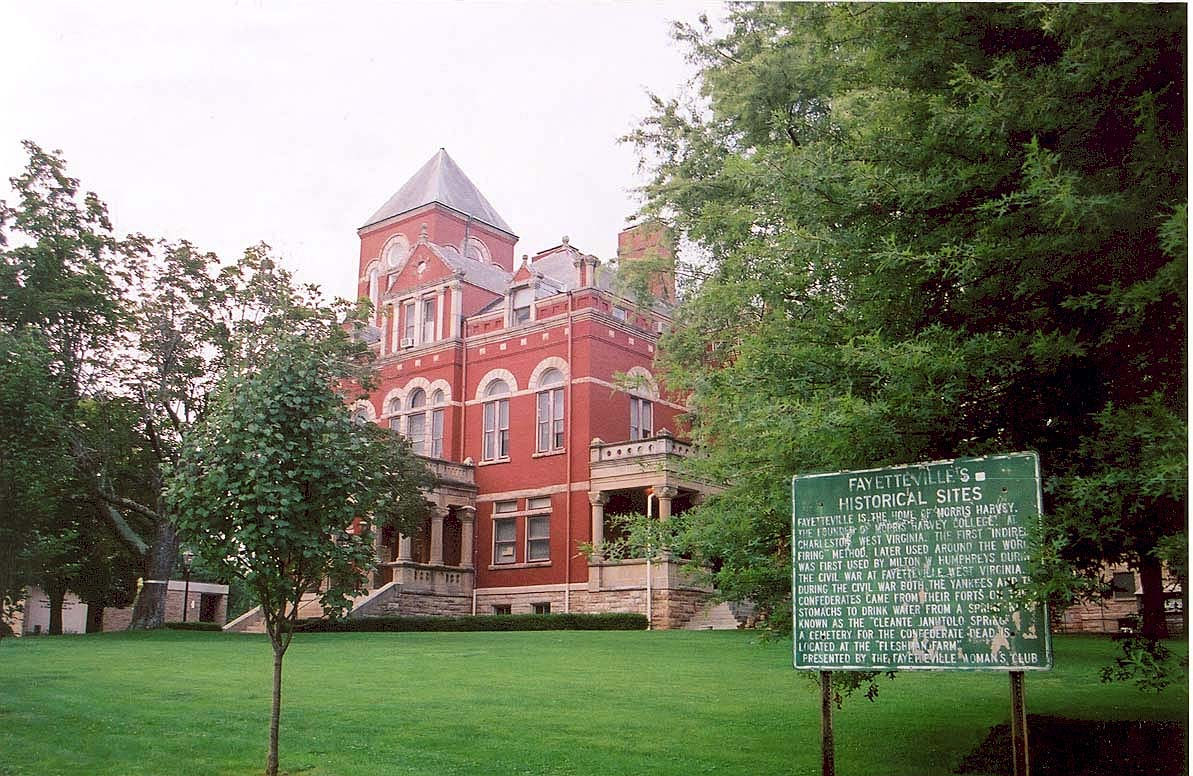
Het gerechtsgebouw van Fayetteville

Fayetteville is een plaats (town) in de Amerikaanse staat West Virginia, en valt bestuurlijk gezien onder Fayette County. Nabij Fayetteville bevindt zich de New River Gorge Bridge, de langste en hoogste boogbrug van Amerika.

## Demografie
Bij de volkstelling in 2000 werd het aantal inwoners vastgesteld op 2754.
In 2006 is het aantal inwoners door het United States Census Bureau geschat op 2655, een daling van 99 (-3,6%).

## Geografie
Volgens het United States Census Bureau beslaat de plaats een oppervlakte van
7,6 km², geheel bestaande uit land. Fayetteville ligt op ongeveer 282 m boven zeeniveau.

## Plaatsen in de nabije omgeving
De onderstaande figuur toont nabijgelegen plaatsen in een straal van 20 km rond Fayetteville.